# Ansteel Group
Anshan Iron and Steel Group Corporation (Ansteel Group) er en kinesisk statsejet stålproducent. De har hovedkvarter i Anshan, Liaoning.
Virksomheden blev etableret som Anshan Iron & Steel Works og Showa Steel Works, som blev etableret i 1916 under japansk styre i Nordøstkina. Anshan Iron and Steel Company blev etableret med udgangspunkt i de to i 1948.